# Dipodium squamatum
Dipodium squamatum es una especie  de orquídea de hábitos terrestres. Es originaria de Australia.

## Descripción
Dipodium squamatum es una orquídea de tamaño mediano, que prefiere el clima fresco al frío y tiene hábito terrestre con un tallo erecto que florece en el verano y el otoño en una inflorescencia de color marrón rojizo, de 100 cm de largo con  9 a 60 flores.

## Distribución y hábitat
Se encuentra en Queensland, Nueva Gales del Sur, Victoria y Australia del Sur en alturas de 10 a 1100 metros en los bosques abiertos y bosques, colinas secas, los valles de los ríos y en las zonas costeras sobre todo en suelos bien drenados. 

## Taxonomía
Dipodium squamatum  fue descrita por (G.Forst.) R.Br.  y publicado en Prodromus Florae Novae Hollandiae 331. 1810.
Sinonimia
- Corallorhiza squamata (G.Forst.) Poir.
- Cymbidium squamatum (G.Forst.) Sw.
- Dendrobium punctatum Sm.
- Dipodium carinatum Schltr.
- Dipodium gracile Kraenzl.
- Dipodium heimianum Kraenzl.
- Dipodium punctatum (Sm.) R.Br.
- Dipodium punctatum var. album F.M.Bailey
- Epidendrum squamatum (G.Forst.) Poir.
- Ophrys squamata G.Forst.
- Trichochilus neoebudicus Ames
- Wailesia punctata (Sm.) G.Nicholson[3][4]